# Солодка
Соло́дка (лат. Glycyrrhíza, от др.-греч. γλυκύ- +ῥίζα «сладкий корень») — род травянистых растений семейства Бобовые (Fabaceae).
Представители рода почти космополитичны, встречаются в умеренном и субтропическом поясах Евразии и Америки, в Северной Африке и Австралии.

## Ботаническое описание
Многолетние травы с утолщённым ползучим корневищем.
Листья непарноперистые, часто клейкие.
Цветки обычно лиловатые, в пазушных кистях.
Плод — боб с 1—8 семенами.

## Значение и применение
Солодка голая (Glycyrrhiza glabra) используется в медицине при лечении заболеваний дыхательных путей. 
Обладает муколитическим (разжижающим мокроту) и противокашлевым действием.
Солодка может усиливать тромбообразование и ослаблять эффект антикоагулянтов.

## Виды
Род насчитывает около 20 видов, некоторые из них:
- Glycyrrhiza acanthocarpa (Lindl.) J.M.Black
- Glycyrrhiza anthocarpa (Lindl.) J.M.Black
- Glycyrrhiza aspera Pall. — Солодка шершавая
- Glycyrrhiza astragalina Hook. & Arn.
- Glycyrrhiza bucharica Regel — Солодка бухарская
- Glycyrrhiza echinata L. typus[6] — Солодка щетинистая
- Glycyrrhiza eglandulosa X.Y.Li
- Glycyrrhiza eurycarpa P.C.Li
- Glycyrrhiza foetida Desf.
- Glycyrrhiza foetidissima Tausch
- Glycyrrhiza glabra L. — Лакрица, или Солодка голая
- Glycyrrhiza gontscharovii Maslenn. — Солодка Гончарова
- Glycyrrhiza iconica Hub.-Mor.
- Glycyrrhiza inflata Batalin
- Glycyrrhiza korshinskyi Grig. — Солодка Коржинского
- Glycyrrhiza lepidota Pursh
- Glycyrrhiza macedonica Boiss. & Orphanides — Солодка македонская
- Glycyrrhiza pallidiflora Maxim.
- Glycyrrhiza squamulosa Franch.
- Glycyrrhiza triphylla Fisch. & C.A.Mey. — Солодка трёхлистная
- Glycyrrhiza uralensis Fisch. ex DC. — Солодка уральская

В России — 7 видов, главным образом в степной, полупустынной и пустынной зонах. Наиболее распространены Солодка голая (Glycyrrhiza glabra) — на юге Европейской части, Кавказе и Солодка уральская (Glycyrrhiza uralensis) — на юге Урала и Западной Сибири.